# Abdou Sidikou

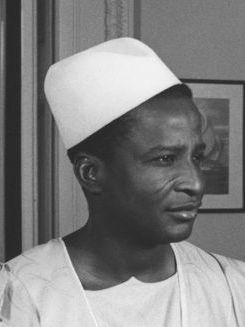
Abdou Sidikou, 1962

Abdou Sidikou (1927-26 de julio de 1973) fue un político y diplomático nigerino. Sidikou fue ministro de Asuntos Exteriores de Níger entre 1967 y 1970 durante el gobierno de Hamani Diori.

## Primeros años de vida
Abdou (es su apellido) nació en Kouré, Níger, en 1927. Bajo el dominio colonial francés, fue hijo de un jefe local designado, o Chef du Canton, se educó en la élite École normale supérieure William Ponty en Dakar y más adelante estudió Medicina en la Facultad de Medicina de París, donde se graduó en 1956 y trabajó primero en el Hospital del Sena en París, luego convirtiéndoseen farmacéutico jefe del Hospital Nacional (Niamey).

## Carrera gubernamental
En 1959, Abdou fue nombrado director de gabinete del primer Ministro de Salud de Níger, Diallo Boubakar, y en 1962 fue nombrado Embajador de Níger ante los Estados Unidos, Canadá y las Naciones Unidas. En 1964 se trasladó a Alemania, donde fue embajador de Níger en Alemania Occidental, Austria, el Benelux y las naciones escandinavas, y la Comunidad Económica Europea. Se convirtió en secretario del Ministro de Asuntos Exteriores en Niamey y, el 14 de abril de 1967, asumió el ministerio en sustitución del presidente Hamani Diori. Debido a problemas de salud, fue nombrado «Secretario de Estado del Presidente» en enero de 1970, en ese momento un puesto a nivel de gabinete. Falleció el 26 de julio de 1973.